# تيكومة كستنائية الأوراق
تيكومة كستنائية الأوراق (الاسم العلمي:Tecoma castanifolia) هي نوع من النباتات يتبع جنس التيكومة من الفصيلة البنيونية.